# Вулиця Якова Головацького (Тернопіль)
Вулиця Якова Головацького — вулиця в мікрорайоні «Новий світ» міста Тернополя. Названа на честь українського лінгвіста, етнографа, фольклориста, історика, поета, священика УГКЦ, педагога та громадського діяча Якова Головацького.

## Відомості
Розпочинається від вулиці Якова Гніздовського, пролягає на північ до вулиці Броварної, де і закінчується. На вулиці розташовані приватні будинки.